# Danthoniopsis ramosa
Danthoniopsis ramosa är en gräsart som först beskrevs av Otto Stapf, och fick sitt nu gällande namn av Clayton. Danthoniopsis ramosa ingår i släktet Danthoniopsis, och familjen gräs. Inga underarter finns listade i Catalogue of Life.